# العلاقات النرويجية الناميبية
العلاقات النرويجية الناميبية هي العلاقات الثنائية التي تجمع بين النرويج وناميبيا.

## مقارنة بين البلدين
هذه مقارنة عامة ومرجعية للدولتين:
| وجه المقارنة                                              | النرويج                                                   | ناميبيا      |
| --------------------------------------------------------- | --------------------------------------------------------- | ------------ |
| المساحة (كم2)                                             | 385.21 ألف                                                | 825.62 ألف   |
| عدد السكان (نسمة)                                         | 5.33 مليون                                                | 2.53 مليون   |
| الكثافة السكانية (ن./كم²)                                 | 13.84                                                     | 3.06         |
| العاصمة                                                   | أوسلو                                                     | ويندهوك      |
| اللغة الرسمية                                             | بوكمول، لغات السامي، نينوشك، اللغة النرويجية              | لغة إنجليزية |
| العملة                                                    | كرونة نروجية                                              | دولار ناميبي |
| الناتج المحلي الإجمالي (بليون دولار)                      | 398.83 مليار                                              | 13.24 مليار  |
| الناتج المحلي الإجمالي (تعادل القوة الشرائية) بليون دولار | 322.23 مليار                                              | 25.60 مليار  |
| الناتج المحلي الإجمالي الاسمي للفرد دولار أمريكي          | 74.40 ألف                                                 | 4.67 ألف     |
| الناتج المحلي الإجمالي للفرد دولار أمريكي                 | 65.61 ألف                                                 | 9.96 ألف     |
| مؤشر التنمية البشرية                                      | 0.944                                                     | 0.628        |
| رمز المكالمات الدولي                                      | +47                                                       | +264         |
| رمز الإنترنت                                              | .no                                                       | .na          |
| المنطقة الزمنية                                           | ت ع م+01:00، ت ع م+02:00، توقيت وسط أوروبا، أوروبا/أوسلو ‏ | ت ع م+02:00  |

## مدن متوأمة
في ما يلي قائمة باتفاقيات التوأمة بين مدن نرويجية وناميبية:
- ترتبط كريستيانساند مع ولفس بي باتفاقية توأمة.

## منظمات دولية مشتركة
يشترك البلدان في عضوية مجموعة من المنظمات الدولية، منها:
| علم المنظمة | اسم المنظمة                        | تاريخ انضمام النرويج | تاريخ انضمام ناميبيا |
| ----------- | ---------------------------------- | -------------------- | -------------------- |
|             | وكالة ضمان الاستثمار متعدد الأطراف | 9 أغسطس 1989         | 25 سبتمبر 1990       |
|             | البنك الإفريقي للتنمية             | 1963                 | ?                    |
|             | منظمة الشرطة الجنائية الدولية      | ?                    | ?                    |
|             | منظمة حظر الأسلحة الكيميائية       | ?                    | ?                    |
|             | منظمة التجارة العالمية             | 1995                 | ?                    |
|             | الأمم المتحدة                      | 27 نوفمبر 1945       | 23 أبريل 1990        |
|             | مؤسسة التمويل الدولية              | 20 يوليو 1956        | 25 سبتمبر 1990       |
|             | يونسكو                             | 4 نوفمبر 1946        | 2 نوفمبر 1978        |
|             | البنك الدولي للإنشاء والتعمير      | 27 ديسمبر 1945       | 25 سبتمبر 1990       |
|             | الاتحاد البريدي العالمي            | ?                    | ?                    |
|             | الاتحاد الدولي للاتصالات           | 1866                 | 25 يناير 1984        |

## وصلات خارجية
- موقع وزارة الخارجية النرويجية